# Melissodes exilis
Melissodes exilis är en biart som beskrevs av Laberge 1961. Melissodes exilis ingår i släktet Melissodes och familjen långtungebin. Inga underarter finns listade i Catalogue of Life.